# Born a. Darß
Born a. Darß (Born auf dem Darß) er en by og kommune i det nordøstlige Tyskland, beliggende under Landkreis Vorpommern-Rügen i delstaten Mecklenburg-Vorpommern. Den er anerkendt af den tyske stat som kursted og amtsæde for Amtes Darß/Fischland, som fem andre kommuner også hører under. Hovederhvervet er overvejende turismen.
Kommunen og byen ligger på sydkysten af halvøen Darß, en del af Fischland-Darß-Zingst, ved Nationalpark Vorpommersche Boddenlandschaft. Sydøst og sydvest for Born breder havbugterne Bodstedter Boddens og Saaler Boddens sig. Der imellem i strømmen "Koppelstrom"– ligger Neuendorfer Bülten, en kæde af små bevoksede øer.

## Kirken "Fischerkirche Born a. Darß"
Den af træ byggede kirke med stråtag blev indviet den 7. april 1935. Kirken hører under Evangelische Kirchengemeinde Prerow. Tøndehvælvingerne inde i kirken sørger for en rummelig akustik. De langsgående bjælker i hvælvingerne er smykket med bibeltekster, og de hængende smedede lysestager og alterkorset er fremstillet af Borner-smeden Johann Bühlow. Over alteret har der siden 1987 hængt et fløjalter, malet 1936 af Bernhard Hopp. Kirkemodellen af skibet Skonnerten "Hans" er ophængt 1935 og bygget i 1924/25 af Karl Becker fra Born. Den anden skibsmodel er ophængt i 1947 og er Fuldriggeren Helga, bygget af Gustav Scharmberg, Born.
Siden 1991 har kirken besiddet et orgel, bygget af orgelfirmaet Nußbücker. På altervæggen hang oprindelig fire træfigurer, som i lang tid var forsvundet. I 1980 fandt man figurerne på et loft i Barth - og de blev overgivet til hjemstavnsmuseet i Prerow. I 1984 fik kirken dem tilbage. Siden påsken 2011 prydes vestvæggen over hovedindgangen af de fire figurer Empore. De symboliserer: de faldne soldater, de druknede sømænd, den på flugt forsvundne kvinde og de fortabte, som i det fremmede mistede livet.
På kirkegården står klokkestabelen, bygget af træ og med stråtag. I klokkestolen er der anbragt to klokker.
Foruden gudstjenester arrangeres der også mindre koncerter, udstillinger og musikalske aftener. Uden for åbningstiden kan kirken besøges ved at kontakte pastoratet i Prerow.

## Historie
Efter at have tilhørt hertugdømmet Pommern gennem flere århundreder, kom kommunen efter Trediveårskrigen til Forpommern. I årene 1715 til 1720 hørte Born under Kongeriget Danmark. Med den voksende sejlskibsfart steg befolkningstallet, hvilket medførte at der ved siden af de enkle fiskehuse efterhånden blev bygget større kaptajnhuse. Efter sejlskibsfartens nedgang i det 19. århundrede blev byen ikke så hårdt ramt som nabokommunerne, idet man udvidede landbrugsproduktionen. Omkring 1930 dukkede de første tegn på turisme op i Born.
I 1935 byggede den daværende Reichsjägermeister Hermann Göring et jagthus i blokhusstil ved klitterne på veststranden på Darß. Rigsjagtloven fra 1934 erklærede Darß for at være et statsjagtområde og dermed også for et fredet naturområde. Den 30. april 1945, kort før de russiske troppers indtog, sprængte vagtmandskabet jagthuset i luften. Efter 2. verdenskrig overtog et DDR-jagtkollektiv jagtrettighederne på Darß.

## DDR-tiden og 90´erne
Med grundlæggelsen af „Inspektion Staatsjagd“, blev Darß igen et statsjagtområde, nu for medlemmer af Sozialistische Einheitspartei Deutschlands Politbureau. Ved Darßskovens bedste jagt og naturskønne steder, am Alten Meeresufer ved den store Buchhorster Maase, byggede politbureauet et stort jagthus.
I DDR-tiden blev der oprettet en ferielejr for ungdommen i kommunen. Man gjorde i 1962 Darßer Ort til et lukket militært område, hvor den Nationale Volksarmee byggede en marinehavn (i dag nødhavnen Darßer Ort). Selvom det var et lukket militært område, havde DDRs politiske elite ret til at skyde blandt andet udsatte elge og bøfler.
Siden Die Wende i 1989 har jagtforeningen „Ferdinand von Raesfeld“ benyttet huset. Store dele af Darßskoven hører til Kernzone I i Nationalparks Vorpommersche Boddenlandschaft, den øvrige del er udviklingszone. Siden lukningen af Forstamtes Darß i Januar 1996, har der været arrangeret jagtture i nationalparkens område, men ingen jagt for gæster mere.
En af DDR-Volkskammerets sidste beslutninger var at vedtage en plan om at oprette en nationalpark i området langs den østtyske østkyst. Den 12. september 1990 blev loven om "Nationalparks Vorpommersche Boddenlandschaft" vedtaget. Siden den tid er 118 kvadratkilometer land, blandt andet området omkring fyrtårnet Darßer Leuchtturm og et 687 kvadratkilometer havområde fredet.
Kommunen var indtil 1952 en del af Landkreises Franzburg-Barth og hørte derefter, indtil 1994, til Kreis Ribnitz-Damgarten i Bezirk Rostock. Siden 1990 tilhører Born delstaten Mecklenburg-Vorpommern.

## Turisme
Born er en del af Darß-landsbyerne og var tidligere en fisker- og søfartsby. Også i nutiden er de mange gamle stråtækkede huse bevaret med deres maleriske døre og haver.
Maskenfesten "Borner Maskenball" opstod for 150 år siden sømændene fra Born medbragte idéen til festen. I de lange vinteraftener fremstilles der masker og kostumer. Om aftenen hvor ballet finder sted, bliver der ikke talt et ord, først når maskerne er faldet, skal de andre vide hvem der gemmer sig bag forklædningen.
Om efteråret og foråret ses store flokke af fugle f.eks traner og grågæs i området. Fra Born findes flere kilometerlange cykel- og vandrestier, der fører turisterne ud til Østersøens sandrige badestrand. Også på Bodden-siden er der mulighed for cykel-vandreture og sejlsport.
- Landsbyen Born er kendt for sine mange stråtækkede huse og deres udskårne farverige Darßer døre, som er tæt forbundet med Darßer sejlskibsfartens opblomstring i slutningen af det 18. århundrede.
- Med de smukke huse og deres repræsentative døre, blev den nye relative velstand synlig. De ældste huse befinder sig i den vestlige del, f.eks i Nordstraße.
- Landsby-lindetræet i Bäckergang har siden det 17. århundrede været Borns midtpunkt.
- Kaptajn Carl von Petersson byggede i 1833 det første hotel på Darß, Peterssons Hof, som også er bevaret i nutiden. I overetagen fører en udstilling gennem kommunens historie.
- Jagt og skovmuseet "Jagdmuseum Ferdinand von Raesfeld viser blandt andet historien om udvindingen af harpiks. Endvidere beskrives områdets skovhistorie siden 1815.
- I den stråtækkede Fiskerkirke fra 1935, arrangeres der om sommeren koncerter og lignende.
- Friluftsteatret "Borner Sommertheater" har mange forskellige forestillinger om sommeren.
- Det runde 35 m høje fyrtårn "Lichtturm Darßer Ort" fra 1848, er Mecklenburg-Vorpommerns næstældste fyrtårn. I sidebygningen fra 1892, har et naturmuseum og "Café am Leuchtturm" til huse.

- Born am Darß, am Bodden
- Fiskerkirkens kirkerum
- Fiskerkirkens klokkestabel
- Forst- und Jagdmuseum Ferdinand von Raesfeld
- Typisk hus i Born
- Havnen ved Born
- Vindrettede træer
- Fyrtårnet Darßer Ort